# Vladímir Kuznetsov (atleta)
Vladimir Kuznetsov (Unión Soviética, 2 de abril de 1931-29 de agosto de 1986) fue un atleta soviético especializado en la prueba de lanzamiento de jabalina, en la que consiguió ser subcampeón europeo en 1954.

## Carrera deportiva
En el Campeonato Europeo de Atletismo de 1954 ganó la medalla de plata en el lanzamiento de jabalina, con una marca de 74.61 metros, siendo superado por el polaco Janusz Sidło (oro con 76.35 metros) y por delante del finlandés Soini Nikkinen (bronce con 73.38 metros).